# Coalició per la Unitat i la Democràcia
La Coalició per la Unitat i la Democràcia, CUD (amhàric: ምክክር ለአንድነት እና ዴሞክራሲ), coneguda a Etiòpia pel seu acrònim en amhàric: mikikir o mikikir, és una coalició de quatre partits polítics d'Etiòpia que es van aliar per competir pels escons del parlament en les eleccions generals etiòpiques del 15 de maig de 2005. El seu líder és el Dr. Hailu Shawul (president de l'AEUP, i que havia estat un ministre tècnic amb el Derg).

## Eleccions etiòpiques de 2005
Els quatre partits que es van aliar per formar la CUD són: 
- Lliga Democràtica Etiòpica (Ethiopian Democratic League), abans partit regional i ètnic amhara
- Partit Unit Panetíop (All Ethiopian Unity Party AEUP)
- Partit Unit Democràtic Etiòpic - Medhin (United Ethiopian Democratic Party-Medhin Party)
- Etiòpia Multicolor: Moviment per la Democràcia i la Justícia Social (Rainbow Ethiopia: Movement for Democracy and Social Justice)

A les eleccions legislatives de 15 de maig de 2005, el partit va obtenir 89 dels 527 escons a la cambra de representants del poble, escollits a les regions d'Amhara, Oromia, i de les Nacions, Nacionalitats o Pobles del Sud d'Etiòpia (SNNPR), així com a les ciutats autònomes de Dire Dawa i Addis Abeba.
La CUD va denunciar frau a les eleccions i es van produir aldarulls; Hailu fou posat sota arrest domiciliari a primers de juny de 2005 després de la investigació del govern demostrada que la seva implicació en la planificació dels aldarulls violents que la CUD anomenava "protestes de carrers" en què van morir més de 40 persones.
En les eleccions per a les assemblees regionals, la CUD va guanyar 11 de 89 escons a la regió de Benishangul-Gumuz, 137 dels 138 escons al districte administratiu d'Addis Abeba, 106 de 294 a la Regió Amhara, 1 de 82 a la regió de Gambela, 3 de 36 a la regió d'Harari, 33 de 537 a Oròmia, i 39 de 348 a la regió dels Pobles del Sud.
Però la divisió dins la CUD va provocar problemes greus. Un dels partits que se'n va separar fou l'UEDP-Medhin. que va acceptar els escons atorgats, i això fou un problema essencial per a l'AEUP perquè sense l'UEDP-Medhin, el suport a la CUD a Addis Abeba hauria estat "insignificant". El Partit Etiòpia multicolor també es va dividir entre els favorables i els contraris a l'AEUP, però finalment la majoria fou arrossegada per aquest partit.
Després d'acusar al Front Democràtic Revolucionari Popular Etíop de frau electoral, el 6 de novembre de 2005 el lideratge de la CUD cridava a una setmana d'aldarulls i un boicot de negocis propietat de membres de l'EPRDF, així com al boicot al nou parlament. En resposta, el EPRDF va privar als parlamentaris electes de la CUD de la seva immunitat parlamentària, i va arrestar un gran noMbre de membres de la CUD.

## Després de les eleccions
L'octubre del 2006 la majoria dels líders del sub-partit AEUP romanien empresonats, esperant el resultat del seu judici que es va desenvolupar gairebé durant un any des del seu arrest. Sostres porosos, condicions de repressió, temperatures extremes, van fer que els detinguts passessin diverses vegades per la sala d'urgències. Tres dels principals líders van veure la seva salut greument branquejada: el Dr. Hailu, el Professor Mesfin Woldemariam, i el Dr. Berhanu Nega. Hi ha un esforç internacional per crear harmonia entre l'EPRDF i la CUD, però no ha fet progrés.
L'esperit de la CUD està encara viu. El Dr. Berhanu Nega ha escrit un llibre, publicat per MM, proporcionant dades sobre el paper de la CUD en l'elecció del 2005, sinó també de la seva presó, així com dels seus amics detinguts.
El 22 d'octubre de 2006 el CUD va elegir una nova direcció amb Ayele Chamesso com a president i l'antic president Temesgen Zewde com a vicepresident (en absència); Sasahulh Kebede fou secretari general. Però Zewde va declarar l'elecció il·legal per ser contraria als Estatuts. Això va suposar de fet una escissió. Durant la intervenció etiòpica a Somàlia Zewde va desaprovar aquesta actuació però un grup dirigit pel parlamentari Tadesse Bekele la va aprovar. Poc després es va fer públic el resultat del judici als detinguts de la CUD, I 38 foren declarats culpables però finalment els 38 líders foren alliberats després de 20 mesos de captiveri (20 de juliol de 2007) i restaurat el seu dret de vot i l'habilitació per exercir càrrecs públics.
La CUD principal, dirigida per Hailu Shawel, no va voler participar en les eleccions del 2010. El desembre de 2010 fou deposat i substituït pel vicepresident Birtukan Mideksa, que havia estat empresonat del desembre del 2008 a l'octubre de 2010.